# Akne
Akne (bumser) er en hudsygdom, der ofte rammer teenagere. En bakterie ved navn Propionibacterium acnes er involveret i sygdommens opståen. Denne bakteries genom blev sekventeret i 2004. Hudsygdommen er ikke farlig rent fysisk, men psykisk kan den have store konsekvenser for den ramtes selvværd og sociale liv. Akne forekommer når talgkirtlerne bliver fyldt med overskydende fedt, snavs og bakterier. Derved bliver talgkirtlen inficeret og der fremkommer en bums.

## Hvorfor får man akne?
Akne fremkommer typisk for første gang i puberteten. I puberteten øges kroppens produktion af kønshormonet androgen. Kønshormonet stimulerer talgkirtlerne til en større produktion af hudfedt.

## Behandling
I mange tilfælde svinder sygdommen af sig selv, dog anvendes midlet benzoylperoxid, der kan købes i håndkøb, ofte til behandling af akne. I sværere og langvarige tilfælde kan behandling forsøges med antibiotika, for eksempel erythromycin og tetracyklin, eller andre midler, for eksempel isotretinoin.